# Battaglione alpini paracadutisti "Monte Cervino"
Il Battaglione alpini paracadutisti "Monte Cervino"  è un reparto dell'Esercito italiano, erede delle tradizioni del Battaglione alpini sciatori "Cervino".
Costituito nel 1996, è divenuto la componente operativa del 4º Reggimento Alpini Paracadutisti, che dal 2018 è parte delle forze speciali italiane. I suoi componenti hanno la qualifica di Ranger".
Ha sede a Montorio, presso Verona.

## Storia
Le origini di questa unità speciale risalgono alla prima guerra mondiale,  nel 1917, dagli sciatori Arditi (o "Diavoli Bianchi").

### Il Battaglione sciatori
Il Battaglione alpini "Cervino" fu costituito nell'inverno del 1915 all'interno del 4º Reggimento alpini, e prese parte alla prima guerra mondiale venendo insignito di una medaglia d'argento al valor militare alla bandiera. Al termine di essa, fu sciolto nel 1919.

### Nella seconda guerra mondiale
Reparti di "sciatori arditi" presero parte, nella seconda guerra mondiale, alla campagna di Francia: tra questi il battaglione alpini "Duca degli Abruzzi", il reparto autonomo "Monte Bianco" e il reparto "Arditi Alpieri". Il Battaglione sciatori Monte Cervino fu ricostituito nel 1940 nella Scuola centrale militare di alpinismo di Aosta, dalle ceneri del disciolto Battaglione "Duca d'Aosta", come battaglione sciatori, al comando del maggiore Gustavo Zanelli riprendendo il nome di un battaglione della grande guerra. Per essere ammessi nel battaglione era necessario essere volontari, scapoli e avere grande padronanza nell'uso degli sci.
Era usato il migliore armamento ed equipaggiamento  tra cui i nuovi scarponi con suola in Vibram e gli sci Persenico. Lo stesso valeva anche per i cappellani e il personale medico.

#### In Albania

Alpini del "Monte Cervino" in Albania italiana sul Mali Trebeshines con il caratteristico completo da neve bianco

Il 13 gennaio 1941 fu inviato subito in Albania per prendere parte alla campagna di Grecia dove assunse posizione sul Mali i Trebeshines in Albania nella congiuntura tra due unità più grandi. Contro gli alpini del Monte Cervino si scatenò subito durissimo l'urto del nemico che li impegnò lungamente e per tre giorni senza poter ricevere viveri. Caddero in questi giorni i due comandanti di compagnia Brillarelli e Mautino. Per un certo periodo il comando fu assunto dal sottufficiale Giacomo Chiara che si trovò a essere il più alto in grado. Qui fu poi raggiunto dal gemello battaglione "Monte Rosa". Dal 20 febbraio il "Monte Cervino" fu impiegato anche in duri contrattacchi finché i superstiti furono accorpati, insieme con il battaglione "Bolzano" dell'11º reggimento alpini e il battaglione  "Val Cismon" nel nuovo Gruppo Signorini e posti a difesa del Mali Shendeli fino al termine del conflitto quando il Monte Cervino fu ritirato dal fronte e sciolto: degli alpini erano rimasti tra i sessanta e i sessantacinque". Il reparto fu insignito della Medaglia d'argento al valor militare.

#### In Russia
Nel novembre 1941 il battaglione fu ricostituito agli ordini del tenente colonnello Mario D'Adda e armato con l'armamento dell'anno precedente, in alcuni casi ulteriormente migliorato. Per il reclutamento incorporò i dieci migliori sciatori di ogni battaglione alpino purché fossero volontari e scapoli (tra questi c'erano il maestro di sci Gigi Panei e lo scrittore Mario Rigoni Stern). Più di un terzo delle reclute si presentò volontario mentre per le altre si decise d'ufficio.

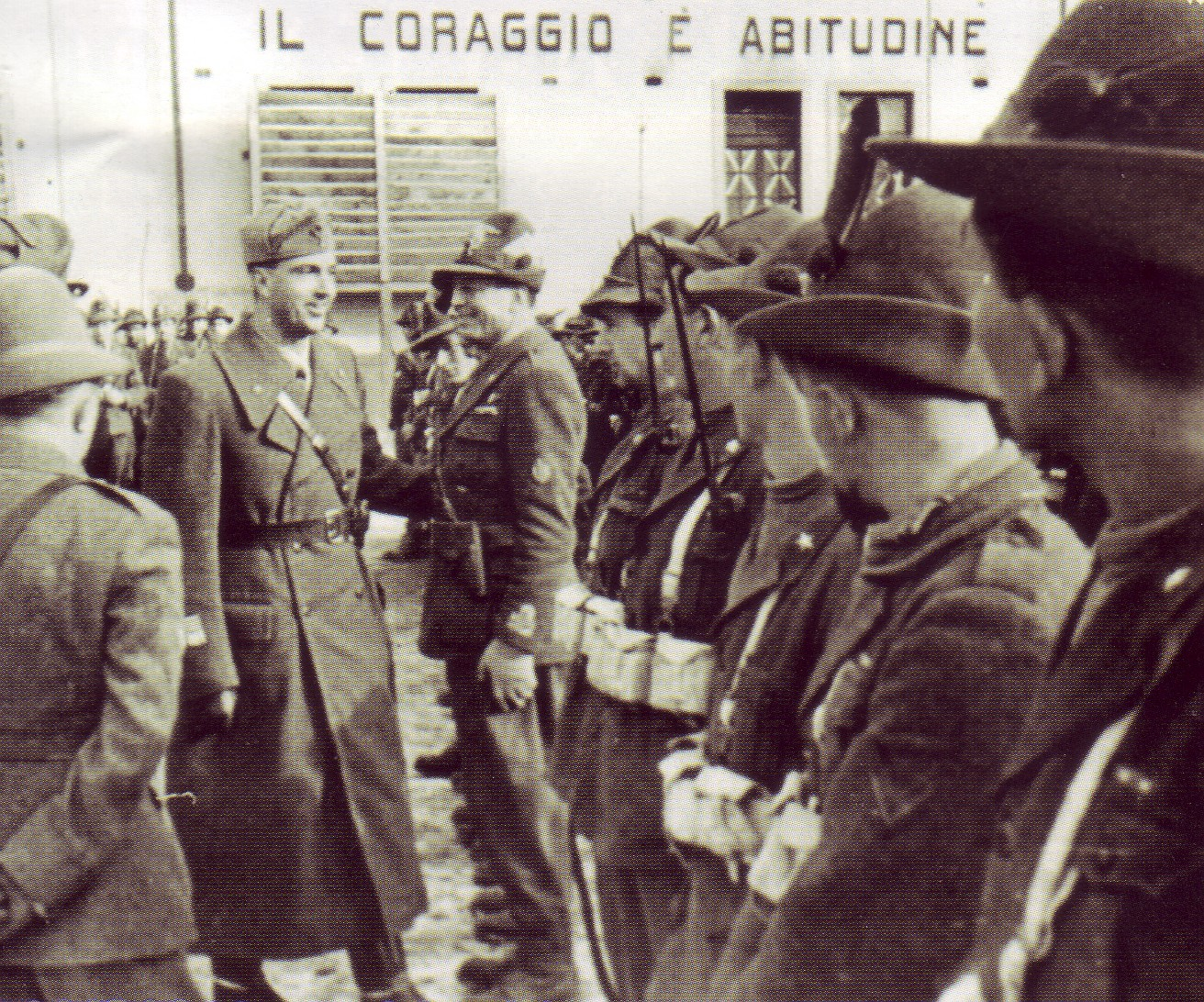
Umberto di Savoia incontra gli alpini del Monte Cervino in procinto di partire per la Russia

Il 13 gennaio 1942, inquadrato nel CSIR, fu il primo reparto alpino a essere inviato sul fronte russo, a Jasinovataja lungo il fiume Don dove giunse il 21 febbraio. Il 2 marzo fu nuovamente spostato a Rykowo e a Ploskij in rinforzo alla "Torino" e alla "Pasubio" e impiegato per operazioni di ricognizione e pattugliamento.
Olcovatka
Il 22 marzo il battaglione ebbe il battesimo del fuoco a Olcovatka. Alle dipendenze della "Pasubio" il "Monte Cervino" fu impiegato nell'attacco del piccolo centro abitato al fine di provocare la reazione avversaria e alleggerire di conseguenza la pressione russa nel settore di Izjum. La reazione russa provocata dall'attacco degli alpini fu a sua volta sottoposta al contrattacco dell'artiglieria della "Torino". L'attacco travolse le linee avanzate russe e provocò l'afflusso di rinforzi alleggerendo la pressione a Izjum in particolare sui bersaglieri del XVIII battaglione. Raggiunti gli obiettivi i reparti italiani rientrarono alle proprie linee.
Il reparto fu spesso impiegato per tamponare le situazioni più critiche. Gli alpini del "Monte Cervino" ottennero il rispetto dei sovietici dai quali furono soprannominati "Satanas bjieli" (Diavoli bianchi). Dopo un periodo di riposo ritornò in linea nell'estate.
La prima battaglia difensiva del Don

Il comandante del Battaglione, Mario D'Adda

Nel luglio 1942, con la costituzione dell'ARMIR, fu posto alle dipendenze di questa armata e il 22 agosto, fu inviato a Jagodnji al comando del XXXV Corpo d'Armata (ex CSIR) dove i bersaglieri erano stati investiti due giorni prima dalla Prima battaglia difensiva del Don. Gli alpini con un contrattacco aiutarono a ripristinare e a tappare le falle nella linea difensiva. Il 25 agosto la 3ª Divisione Celere "Principe Amedeo Duca d'Aosta", investita da una nuova offensiva sovietica, ripiegò ordinatamente sotto la protezione del "Monte Cervino". Arrestatasi l'offensiva sovietica il 28 agosto il "Monte Cervino" rilevò le posizioni del XXV battaglione bersaglieri finché fu posto in riserva a Rossoš'. Nel dicembre avvenne l'avvicendamento del colonnello D'Adda con il capitano Giuseppe Lamberti che ebbe il comando interinale.
Pochi giorni dopo, a seguito dell'attacco sovietico, incominciò la Seconda battaglia difensiva del Don che in tre distinte fasi portò al crollo dell'intero fronte italo-tedesco.
Con l'operazione Urano crollò il fronte retto dall'armata rumena mettendo in seria difficoltà il dispositivo difensivo italo-tedesco che si ritrovò accerchiato.
A seguito di un nuovo sfondamento sovietico delle linee tenute dall'Asse del 16 dicembre 1942 il battaglione fu trasferito d'urgenza a Novo Kalitwa per sostenere la divisione "Cosseria" che stava tentando di costituire una linea difensiva, ma non riuscì a contrastare le colonne corazzate sovietiche in fase di rapidissima avanzata in profondità e, molto logorato, si attestò tra il quadrivio di Selenj Jar e İvanovka dove era già presente un gruppo di soccorso formato dal battaglione "L'Aquila" e "Tolmezzo". Ivanovka fu raggiunta il 19 dai sovietici che dopo alcune ore entrarono nel piccolo centro mentre furono fermati all'altezza del quadrivio. La ritirata fu protetta dal "Monte Cervino". Il giorno seguente si attestò allo snodo di Selenji Jar a protezione di Rossoš'. Il giorno 20 l'offensiva sovietica fu fermata a prezzo di pesanti sacrifici e il 29 dicembre i reparti sovietici furono respinti grazie all'intervento della 11. Panzer-Division del generale Hermann Balck che nell'operazione si dissanguò anch'essa. Il battaglione alpino rientrò presso il comando Corpo d'Armata Alpino a Rossoš' per una breve pausa.

### L'annientamento del "Monte Cervino"
Il 12 gennaio 1943 scattò una nuova offensiva sovietica che travolse le linee italiane e portò all'accerchiamento della città di Rossoš', qui il battaglione fu definitivamente annientato. Il 15 gennaio 1943 una ventina di carri armati sovietici penetrarono nella città ma furono respinti subendo la perdita di dodici carri. Il 16 gennaio 1943 e i giorni seguenti nella difesa del comando Corpo d'Armata Alpino, il "Monte Cervino", completamente circondato ed esaurito il munizionamento, contrattaccò con bottiglie Molotov e all'arma bianca. Gruppi sparsi di alpini continuarono a combattere cadendo o venendo fatti prigionieri quasi tutti. Di quelli presi prigionieri solamente quindici ritornarono dai campi di prigionia.
Nella primavera 1943 i superstiti del reparto furono rimpatriati in Italia. Giunti ad Aosta, il reparto fu insignito della Medaglia d'oro al valor militare e poi sciolto.

### Nel dopoguerra
Nel settembre del 1952 si crea a Bressanone il primo plotone di Alpini Paracadutisti, nell’ambito della Brigata alpina "Tridentina", cui seguiranno quelli delle altre quattro brigate. 
Il 1º aprile 1964 si costituisce la Compagnia Alpini Paracadutisti, con il personale dei disciolti plotoni alpini paracadutisti delle cinque Brigate alpine, alle dirette dipendenze del 4º Corpo d’Armata Alpino. Si trattava di personale di leva selezionato, con già una solida preparazione alpinistica e sciistica, brevettato quindi paracadutista.
Nel 1990 la Compagnia alpini paracadutisti fu designata con il nome "Monte Cervino", in onore del Battaglione alpini sciatori "Monte Cervino". La sua prima missione all'estero avviene nel 1993/94 in Mozambico, nell'operazione Albatros.

#### Il battaglione alpini paracadutisti
Il 14 luglio 1996 la compagnia è inserita nel Battaglione Alpini Paracadutisti "Monte Cervino" di nuova formazione, al quale con decreto 28 novembre 1996 viene concessa la Bandiera di guerra. Destinata sempre a unità di riserva del 4º Corpo d'armata alpino.
Nel 1997 l'unità viene anche trasferita alla caserma "Vittorio Veneto" (la stessa che occupava alle origini, dal 1964 al 1970) a Bolzano, lasciando la caserma "Mercanti" di San Michele Appiano che aveva occupato solo dal 1992, anno in cui lasciò la storica caserma "Mignone" situata in via Del Parco nel quartiere "Oltrisarco", sempre a Bolzano, occupata dal reparto fin dal 1970.

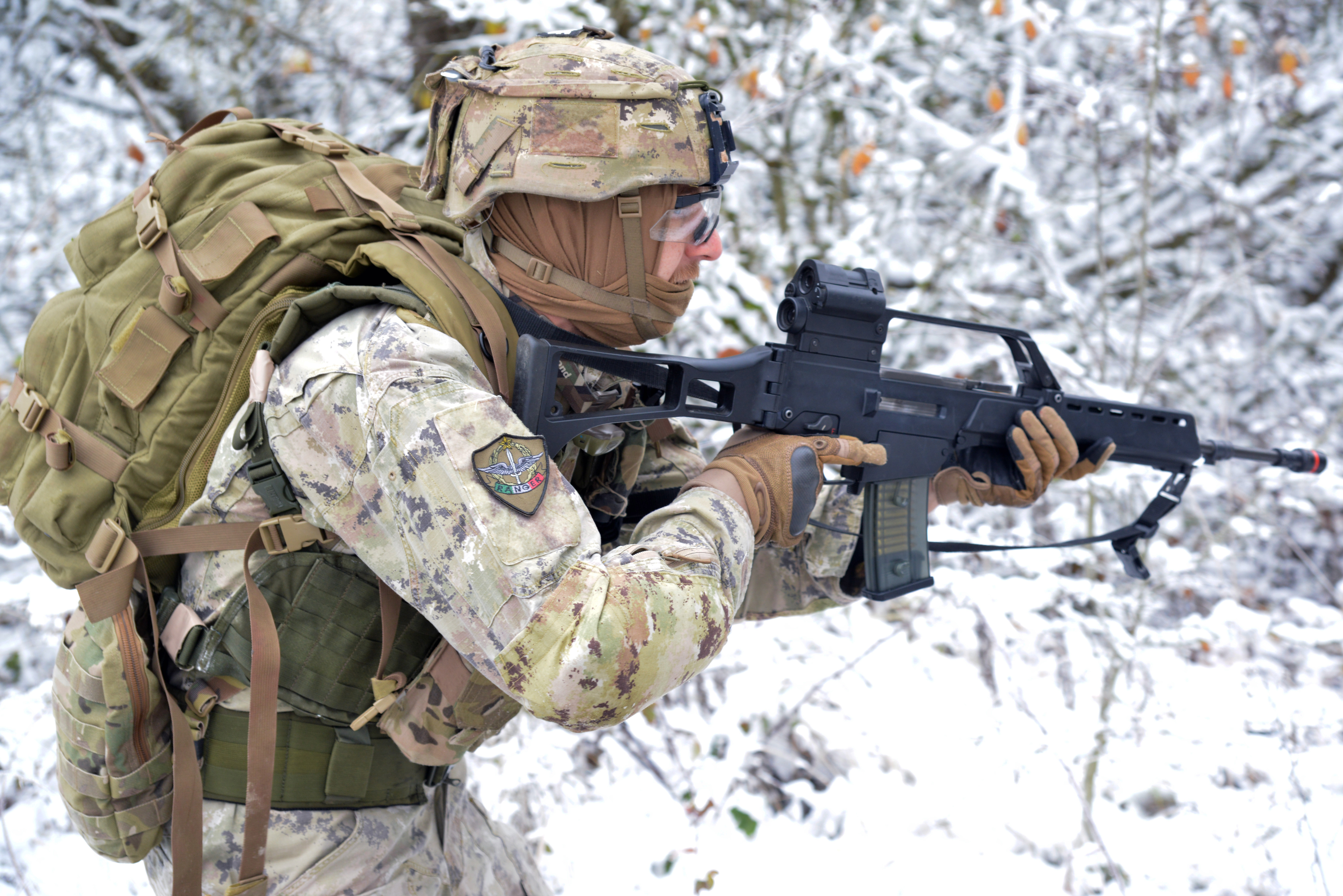
Ranger del battaglione alpini paracadutisti "Monte Cervino" con HK G36, durante un sessione di addestramento congiunto in Germania del 2015

Il Battaglione nel 1999 ricevette la qualifica "Ranger", e nel 2001 diviene Forza per operazioni speciali.
Dal 25 settembre 2004 il battaglione entra nel ricostituito 4º Reggimento Alpini Paracadutisti, di cui è la componente operativa, alle dipendenze del Comando delle forze speciali dell'Esercito. Dal 2018 il reggimento è validato come forze speciali.

## Organizzazione
- Comando
- 1ª Compagnia (Diavoli bianchi)
- 2ª Compagnia (Angeli neri)
- 80ª Compagnia (Lupi della steppa)

## Funzioni
- Azioni dirette
- Operazioni speciali in ogni contesto operativo, soprattutto montano e artico
- Ricognizione e sorveglianza speciale
- Assistenza militare
- Ricognizione strategica
- Operazioni di recupero e salvataggio ostaggi
- Cattura di terroristi
- Supporto alle unità di intelligence in missioni ad alto rischio
- Ricerca e prova sul campo di armi ed equipaggiamenti speciali